# 谢长军 (1957年)
谢长军(1957年7月—)出生，中国吉林永吉人，原中共党员，曾任中国国电集团公司副总经理，2021年9月，因涉嫌受贿等违法行为被批捕。

## 生平
本科毕业于东北电力学院热能动力专业；
曾任水利电力部(电力部)科技司工程师、中国电力企业联合会科技部副处长、龙源电力集团公司总经理、龙源电力集团股份有限公司总经理、中国国电集团公司副总经理等职。
2021年9月8日，因涉嫌受贿、为亲友非法牟利、国有公司人员滥用职权，被河北省人民检察院批准逮捕。2021年12月14日，河北省邯郸市中级人民法院一审开庭审理謝長軍。